# 旅団将軍

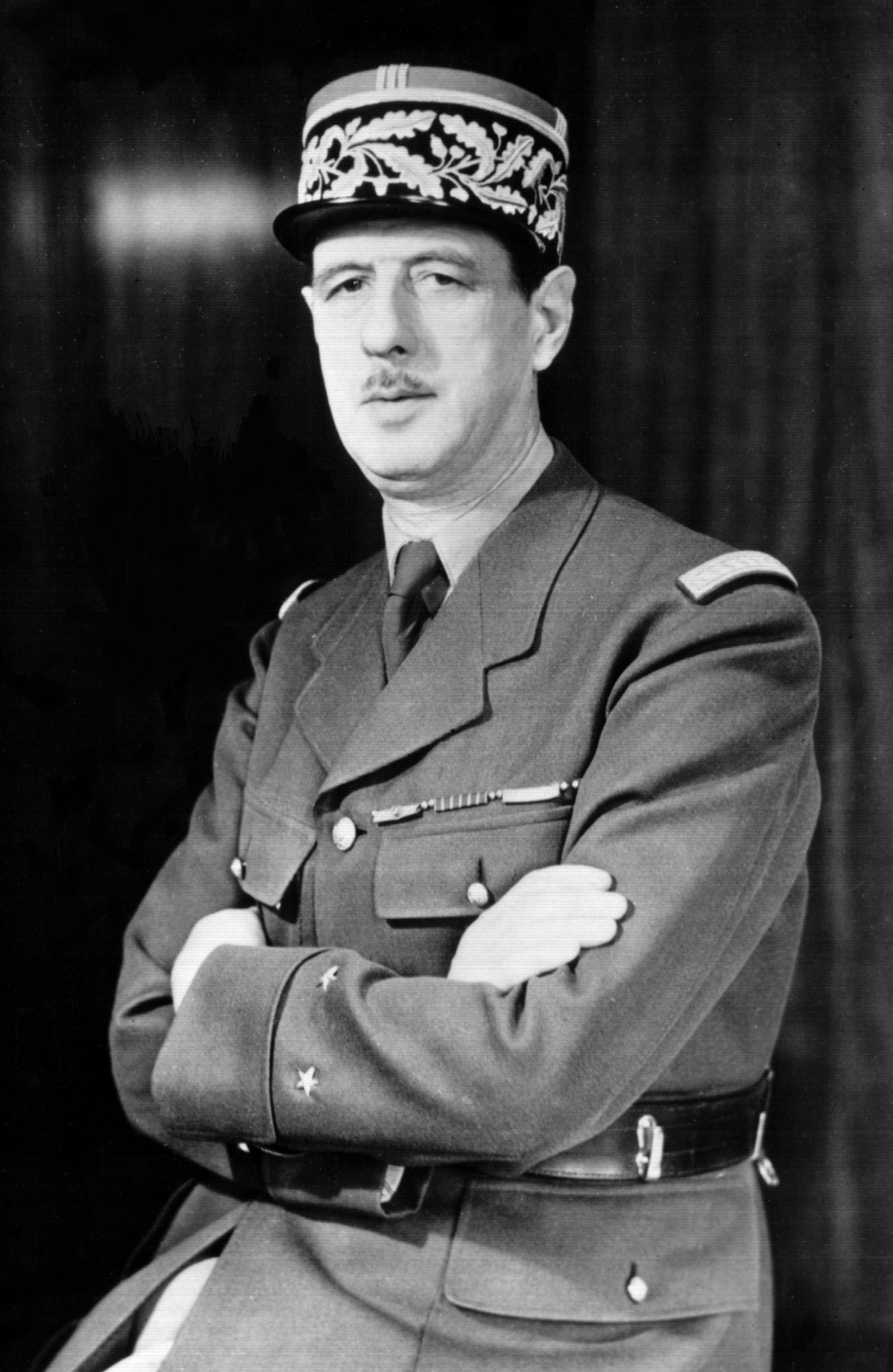
シャルル・ド・ゴール旅団将軍。

旅団将軍（りょだんしょうぐん）とは軍隊の階級の一で、フランス革命方式 (French Revolutinary System) と呼ばれる将官の階級呼称方法における旅団長級将官の呼称。フランスやイタリアなどの国々の師団将軍またはドイツなどの国々の旧欧州方式の呼称での少将の下、陸軍、空軍大佐または上級大佐または准将の上に位置する。英語呼称はBrigade generalである。 ブラジルなどのように少将の階級呼称として使用している国々もあり、チリやメキシコ、アルゼンチンではその下位に准将や上級大佐を置いている。それ故、北大西洋条約機構の階級符号 (NATO階級符号) では国によってOF-6またはOF-7に相当するため、通常は准将または少将と和訳される。元々補職制度を基準とした呼称方式のため、そのような経緯から本階級を准将と単純に同一視する事は間違いである。Almanach Hachetteの1917年度版の82ページに掲載されていた旧日本陸軍の階級チャートでは少将に本呼称を用いていた。

## フランス
- 陸軍 : Général de brigade
- 空軍 : Général de brigade aérienne
- 国家憲兵隊 : Général de brigade

現呼称はアンシャンレジーム期に当時の少将が Maréchal de camp（陣地総監の意)と呼称されていたものを1793年に改称したものである。この階級は Lieutenant général の下位にあり、現呼称への改称後もNATOが発足した1949年まで引き続き少将位とされた。この階級の下位に准将位としてBrigadierが1657年から1788まで存在していた。1814年から1848年まで旧呼称に戻されていたため、ワーテルローの戦いでは使用されていない。
本階級を現在のように准将と呼称するようになったのは第二次世界大戦後、NATO加盟諸国の人事バランスに合わせてOF-6相当と定められたため、日本語での呼称をそれまでの少将から准将に改めたものある。

陸軍階級章
空軍階級章
国家憲兵隊階級章

## イタリア
- 陸軍 : Generale di brigata
- 空軍 : Generale di brigata aerea
- カラビニエリ : Generale di brigata
- 財務警察（イタリア語版）：Generale di brigata

現呼称は1919年に改称されたものである。それ以前の呼称はMaggior generale in comando di brigataであった。

陸軍階級章
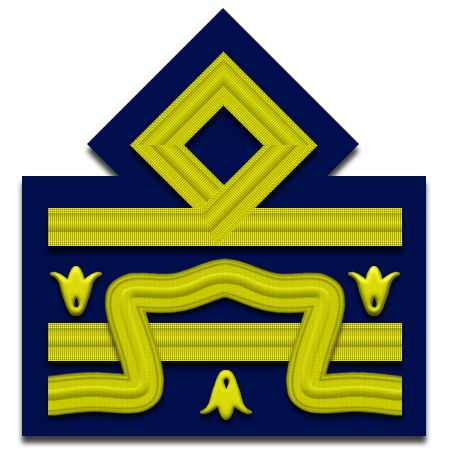
空軍階級章
カラビニエリ階級章
財務警察階級章

## スペイン
General de brigada
陸軍、空軍、治安警備隊とも同じ呼称を用い、准将位である。旧称はBrigadier。現呼称には1889年7月20日に改められた。これはフランスと違い、この階級が廃止されることなくそのまま旅団長級将官として本呼称に改称されたためである。

陸軍階級章
空軍階級章
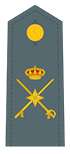
治安警備隊階級章

## ドイツ
Brigadegneral
ドイツ連邦軍では陸軍、空軍とも同じ呼称を用いる。ドイツ連邦では本階級を旧国防軍および東ドイツ軍の少将（Generalmajor）に対応する階級と定めている。

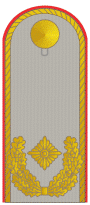
陸軍階級章
空軍階級章

## 少将相当官の国々

### ブラジル
参考として空軍の階級呼称も掲載。
- 陸軍 : General de brigada
- 空軍 : Brigadeiro

ブラジルでは陸軍のみ使用。陸軍将軍、師団将軍との三階級制である。

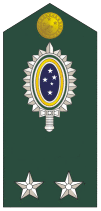
陸軍階級章
空軍階級章

### チリ
- 陸軍 : General de Brigada
- 空軍 : General de brigada aérea

チリでは本階級の下位に陸軍ではBrigadier、空軍ではComodoroが准将あるいは代将位として置かれている。

陸軍階級章
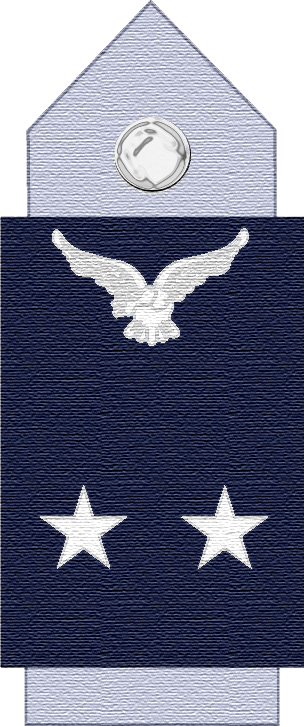
空軍階級章